# Annegret Kramp-Karrenbauer
Annegret Kramp-Karrenbauer (ur. 9 sierpnia 1962 w Völklingen) – niemiecka polityk, deputowana do Bundestagu i do Landtagu Saary, w latach 2000–2012 minister w rządzie krajowym, w latach 2011–2018 premier Saary, w 2018 sekretarz generalny, a w latach 2018–2021 przewodnicząca Unii Chrześcijańsko-Demokratycznej (CDU), w latach 2019–2021 minister obrony w czwartym rządzie Angeli Merkel.

## Życiorys
W 1982 ukończyła szkołę średnią, studiowała następnie nauki polityczne i prawo na Uniwersytecie w Trewirze i na Uniwersytecie Kraju Saary, uzyskując w 1990 magisterium. Zaangażowała się w działalność polityczną w ramach Unii Chrześcijańsko-Demokratycznej. W latach 1991–1998 była etatową działaczką partyjną odpowiedzialną za planowanie. Od 1984 do 2011 zasiadała w radzie miejskiej w Püttlingen, w latach 1989–1994 i 1999–2000 wchodząc w skład zarządu miasta. W 1998 przez kilka miesięcy sprawowała mandat posłanki do Bundestagu. Od 1999 do 2012 kierowała w Saarze regionalnymi strukturami Frauen-Union, organizacji kobiecej afiliowanej przy CDU.
Od 1999 wybierana na deputowaną do landtagu Saary. W 2003 została wiceprzewodniczącą CDU w tym kraju związkowym, a w 2011 objęła kierownictwo partii w Saarze. W 2000 po raz pierwszy weszła w skład rządu krajowego jako minister spraw wewnętrznych i sportu. W 2004 powierzono jej dodatkowo nadzór nad sprawami rodziny i kobiet. W 2007 przeszła na stanowisko ministra edukacji, rodziny, kobiet i kultury, a w 2009 została ministrem pracy, rodziny, spraw społecznych i sportu. Od 2011 do 2012 była ministrem sprawiedliwości. W międzyczasie (w sierpniu 2011) została premierem Saary, zastępując Petera Müllera. Stanowisko to utrzymała po wyborach regionalnych w marcu 2012, zawiązując tzw. wielką koalicję z Socjaldemokratyczną Partią Niemiec. Koalicję tę odnowiła po kolejnych zwycięskich dla CDU wyborach w 2017.
W lutym 2018 Angela Merkel wysunęła jej kandydaturę na funkcję nowego sekretarza generalnego CDU; w mediach decyzję tę skomentowano jako wskazanie swojego potencjalnego następcy przez urzędującą kanclerz. Annegret Kramp-Karrenbauer nowe stanowisko objęła w tym samym miesiącu, rezygnując w związku z tym z urzędu premiera Saary.
Jesienią 2018, gdy Angela Merkel ogłosiła rezygnację z kierowania partią, Annegret Kramp-Karrenbauer wystartowała w wyborach na funkcję przewodniczącego CDU. 7 grudnia została wybrana na to stanowisko, pokonując w drugiej turze głosowania Friedricha Merza. 17 lipca 2019 dołączyła do czwartego rządu Angeli Merkel, zastępując w nim Ursulę von der Leyen na stanowisku ministra obrony.
10 lutego 2020 ogłosiła, że nie będzie ubiegać się o stanowisko kanclerza Niemiec oraz zadeklarowała rezygnację z funkcji przewodniczącej CDU (pozostając na czele partii do czasu wyboru nowego lidera). Z uwagi na pandemię COVID-19 wybory jej następcy odbyły się dopiero w styczniu 2021 – nowym przewodniczącym partii został wówczas Armin Laschet. W wyborach w 2021 uzyskała mandat deputowanej do Bundestagu, z którego jednak zrezygnowała. W grudniu tego samego roku zakończyła pełnienie funkcji ministra
W 2022 została współprzewodniczącą rady doradczej w ramach amerykańskiego think tanku Center for European Policy Analysis (CEPA) w Waszyngtonie.

## Życie prywatne
Od 1984 zamężna z inżynierem Helmutem Karrenbauerem, z którym ma troje dzieci. Jej imię i nazwisko powszechnie jest skracane m.in. w mediach do akronimu AKK.